# Мърдок Маккензи
Мърдок Маккензи (на английски: Murdoch Mackenzie) английски хидрограф и картограф.

## Биография
Роден е през 1712 година в Оркни, Шотландия. През 40-те години на ХVІІІ в. извършва безупречно картиране на Оркнейските о-ви (990 км2) и полага началото на точното картиране на Хебридските о-ви, в т.ч. остров Люис (2273 км2). От 1753 до 1768 г. завършва картирането на британските брегове. Подробно картира западните брегове на Шотландия и Ирландия, северозападните брегове на Англия и северните на Уелс. От 1769 до 1779 г. картира западния бряг на Уелс.
След работите на Маккензи не само Великобритания и Ирландия, но и голяма част от малките британски острови получават правилни очертания на картата. За първи път вярно са показани вътрешното Ирландско море и двата протока, свързващи го с океана – Северен проток и Свети Георги.
През 1774 г. е избран за член на Кралското научно дружество.
Умира през 1797 година в Майнхед, Съмърсет, на 85-годишна възраст.